# Валя-Лунге (Хунедоара)
Валя-Лунге (рум. Valea Lungă) — село у повіті Хунедоара в Румунії. Входить до складу комуни Ілія.
Село розташоване на відстані 317 км на північний захід від Бухареста, 21 км на північний захід від Деви, 112 км на південний захід від Клуж-Напоки, 115 км на схід від Тімішоари.

## Населення
За даними перепису населення 2002 року у селі проживали 155 осіб, усі — румуни. Усі жителі села рідною мовою назвали румунську.